# 大灣國聖宮
23°00′33″N 120°16′10″E / 23.00928°N 120.26952°E

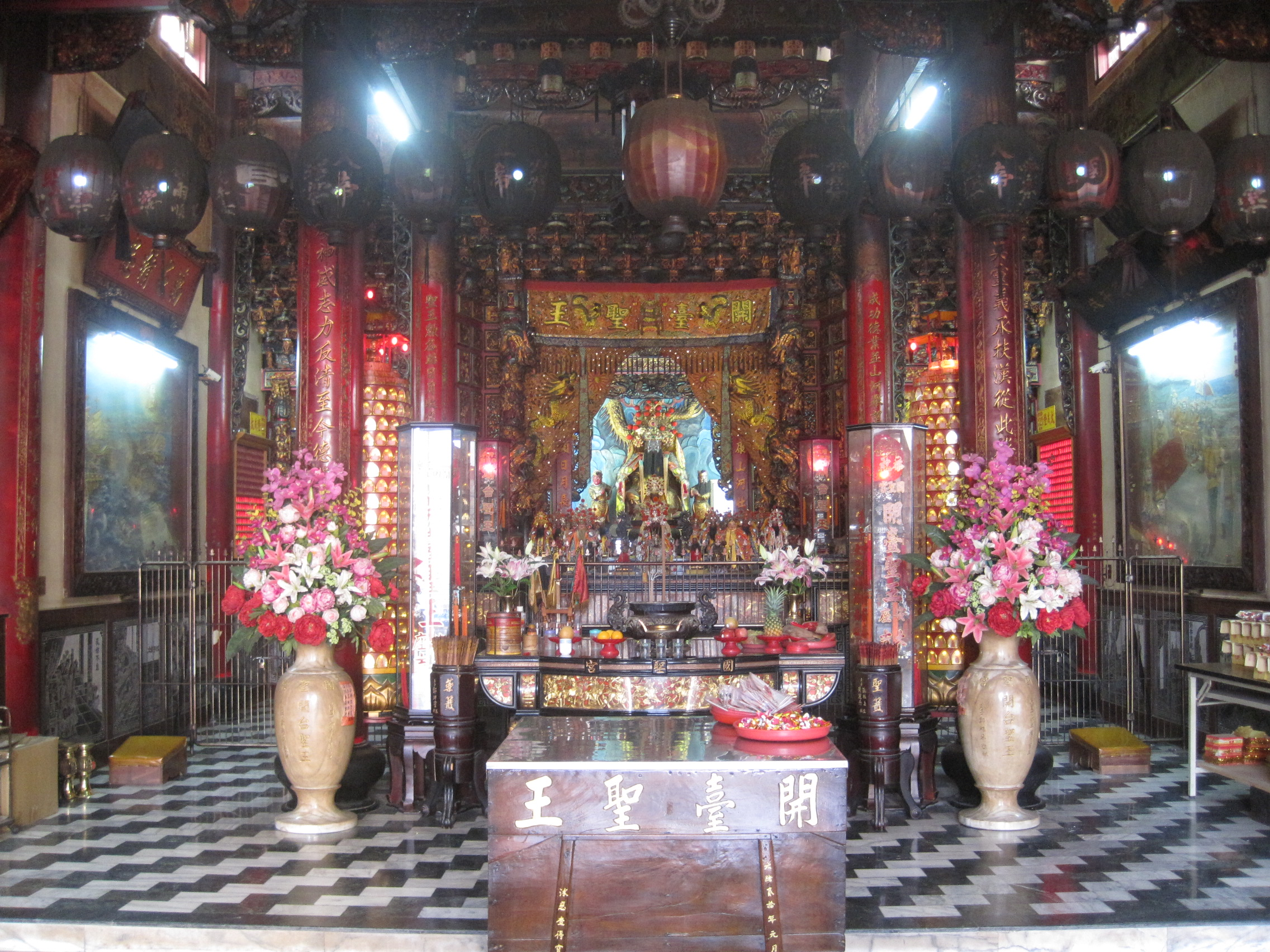
大灣國聖宮內部

大灣國聖宮位於臺灣臺南市永康區大灣地區，是姓鄭仔聚落的角頭廟，主祀國聖爺（國聖公），也就是國姓爺鄭成功。該廟前身是一神明會，1979年信眾才組織國聖宮籌建委員會，並在1985年落成。
國聖宮內另供奉有三尊大灣當地特有神明，分別是太媽（黃聘）、謝府千歲（謝水藍）、鄭壇尊王（鄭老嬰）。

## 沿革

### 神明會時期
國聖宮前身的神明會成立於何時已不可考，但是若從廟方留存的光緒二十年（1894年）之神桌來推斷，則最晚在光緒年間該會已經存在。過去會在農曆正月十六日國聖爺誕辰舉行祭典，同時以擲筊的方式決定該年的爐主。過去據說仁德區太子的「鹽地仔」聚落也會參與擲爐主的活動，但因大灣姓鄭仔聚落怕神明金身被外地迎走會不肯歸還，遂禁止外地人參與擲筊，鹽地仔聚落也因退出神明會。
神明會早期的經費由來據說是由居民捐獻，捐獻金的一部分再交給爐主來養豬，賣豬所得則成為明年神明誕辰宴客的經費。之後轉成「福份會」形式，參與者為鄭姓男丁。神明誕辰時各「福份」會聚集到爐主家祭祀並吃平安宴，之後再擲選新爐主。新爐主會在12天後進行過爐儀式，迎請國聖爺與部將甘輝、萬禮將軍。而由於早年神明會沒有自己的神轎，所以多半會向廣護宮借用大轎迎請神像。

### 建廟
據說在某年，姓鄭仔聚落內某私壇的天上聖母乩童突然起乩指示，國聖爺欲在地方上濟世，信眾便依神意在今天國聖宮後方建起臨時壇，壇名即是「國聖宮」。而後除當地居民之外，也逐漸有外地信眾前來參拜、問事。信眾們因為覺得臨時壇簡陋，遂在民國六十八年（1979年）籌組「國聖宮籌建委員會」，之後於民國七十四年（1985年）落成。
民國七十八年（1989年），國聖宮籌組「全國奉祀開臺聖王廟宇聯合會」，於次年（1990年）主辦首次的聯誼會。

## 祀神

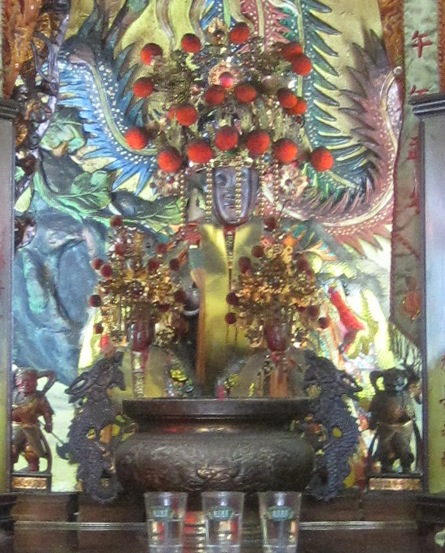
太媽

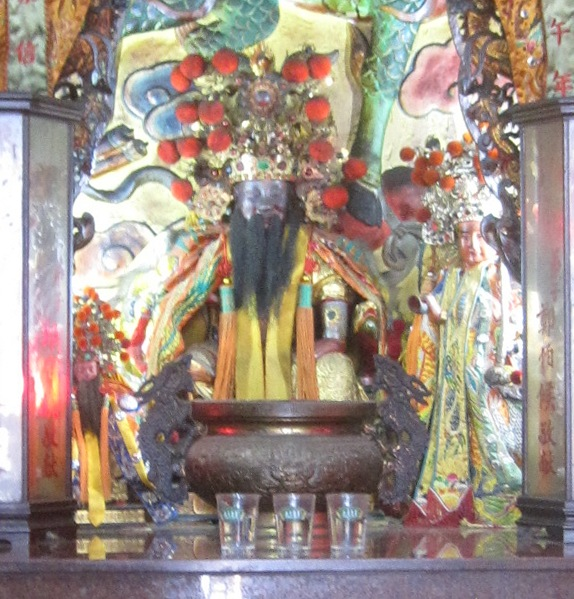
謝府千歲（圖中）與鄭壇尊王（圖右）

大灣國聖宮主祀國聖爺，另供奉有甘輝、萬禮將軍、謝府千歲、太媽、國姓夫人、天上聖母、福德正神、中壇元帥、濟公禪師、鄭壇尊王等神明。其中太媽、謝府千歲、鄭壇尊王為大灣當地人成神。
太媽是清朝人武舉人汪玉潤之母黃聘（1687年─1771年），原籍漳州府龍溪縣，約在康熙五十年（1711年）左右率子來到大灣。因其子中武舉，當地人稱「舉人媽」或「汪太媽」。去世後葬於今國聖宮前，該處因而又稱「太媽墓」。據說當時國聖宮要建廟時，太媽也看上了同一塊寶地，希望在此得道，最後國聖爺表示願請太媽入廟，遂在國聖宮內供奉太媽。
謝府千歲是大灣名人謝水藍（1899年─1952年），為中華民國前立委謝錦川之父、謝欣霓祖父，在當地除開設益壽醫院濟世之外，也積極參與政務。謝水藍之墓原本位在國聖宮廟前的公寓一帶，該處到1950年代仍是荒蕪之地。國聖宮剛落成時，國聖爺之乩童起乩指示謝水藍有功於地方，要將他收為護駕，需為他雕塑金身，此後成為國聖宮供奉的神明之一。其子謝錦川於1992年參選立委時，曾刊登謝府千歲之照片來宣傳，並加上對聯「謝府千歲保平安，謝錦川打拚為台灣」。
鄭壇尊王本名鄭老嬰（1914年─1975年），是鄭姓人士。他在日治時期曾擔任小學教員，二次大戰後因無法適應新的教育政策而退休，從事農耕，後來向當地一位稱作「區伯仔」的楊姓法師拜師，成為一位紅頭法師。有人向他「問事」，鄭老嬰都分文不取，只拿象徵吉利的紅紙或紅包袋。而在他去世之後，他長期做法事的聖巡代天府的乩童在1984年突然起乩表示鄭老嬰因生前事蹟已被玉帝封為「鄭壇元帥」，必須雕刻金身供奉。而後附近信眾將神像供奉在聖巡代天宮附近的萬善堂內，之後又在1986年雕第二尊神像供奉於萬善堂，第一尊神像則被迎祀於鄭老嬰女婿王富鄉家中，成為鄭家家神。後來國聖宮國聖爺在1995年某日指示說，鄭老嬰為本庄人才，已在外地成神，本庄應當雕刻金身供奉。而後國聖爺將之升格為「鄭壇尊王」，收為護駕。

## 全國奉祀開臺聖王廟宇聯合（總）會
全國奉祀開臺聖王廟宇聯合會是大灣國聖宮所發起的組織，總會位在國聖宮內，於1990年舉行首次聯誼會，1994年秋季改名全國奉祀開臺聖王廟宇聯合總會。該會每年舉行春秋兩祭，由該年擔任理事的廟宇主辦，其他宮廟派代表參加，並在祭典後會餐。成員約有70幾間宮廟。

## 外部連結
- 大灣國聖宮